# 부분 그래프
그래프 이론에서 부분 그래프(部分graph, 영어: subgraph 서브그래프[*])는 어떤 그래프의 꼭짓점과 변 가운데 일부로 이루어진 그래프이다.

## 정의
그래프 {\displaystyle G}의 부분 그래프 {\displaystyle H\subset G}는 다음을 만족시키는 그래프이다.
- {\displaystyle V(H)\subset V(G)}
- {\displaystyle E(H)\subset E(G)}

그래프 {\displaystyle G}의 유도 부분 그래프(誘導部分graph, 영어: induced subgraph) {\displaystyle H}는 다음을 만족시키는 그래프이다.
- {\displaystyle V(H)\subset V(G)}
- {\displaystyle uv\in E(H)\iff u,v\in V(H)\land uv\in E(G)}

그래프 {\displaystyle G}의 부분 그래프 가운데, {\displaystyle G}의 모든 꼭짓점을 포함하는 것을 인자(因子, 영어: factor)라고 한다.

## 예
다음 네 개의 그래프를 생각해 보자.
이들 사이의 관계는 다음과 같다.
- {\displaystyle G_{1}}, {\displaystyle G_{2}}, {\displaystyle G_{3}} 모두 {\displaystyle G}의 부분 그래프이다.
- {\displaystyle G_{1}}은 변 26과 변67을 포함하지 않으므로 유도 부분 그래프가 아니다. 반면, {\displaystyle G_{2}}와 {\displaystyle G_{3}}는 유도 부분 그래프이다.
- {\displaystyle G_{3}}는 {\displaystyle G_{2}}의 유도 부분 그래프이다.

## 참고 문헌
- Diestel, Reinhard (2010). 《Graph theory》. Graduate Texts in Mathematics (영어) 173 4판. ISBN 978-3-642-14278-9. Zbl 1204.05001.

## 같이 보기
- 마이너 (그래프 이론)